# Théâtre Beaujolais
Théâtre Beaujolais bylo pařížské divadlo, které vzniklo v roce 1784 a zaniklo v roce 1790. Na jeho místě se nachází divadlo Palais-Royal.

## Historie
Dne 23. října 1784 otevřel v prostoru Palais Royal na severním konci galerie de Montpensier u Péristyle de Joinville podnikatel Lomel malé loutkové divadlo. Soubor byl pod ochranu Louise Charlese d'Orléans, hraběte z Beaujolais, posledního z dětí budoucnosti Ludvíka Filipa II. Orleánského. Lomel záhy vystřídal loutky za děti, které hrály role na jevišti, zatímco dospělí mluvili a zpívali ze zákulisí. Divadlo zachytil ve svých pamětech i italský dramatik Carlo Goldoni.
Kvůli rostoucímu úspěchu a konkurenci sousedních divadel Comédie-Française a Comédie-Italienne úřady Lomelovi zakázaly zaměstnávat dětí, čímž zbavily představení veškeré jeho originality. Budovu koupil 17. června 1787 jistý Desmarets za 15 000 livrů a o dva roky později ji prodal za 570 000 livrů ředitelce divadla ve Versailles Marguerite Brunet známé jako Montansier. Slavnostní otevření rozšířeného a zrekonstruovaného sálu se uskutečnilo 12. dubna 1790 pod názvem Théâtre Montansier.